# Achthophora
Achthophora es un género de escarabajos longicornios.

## Especies
- Achthophora alma Newman, 1842
- Achthophora annulicornis Heller, 1924
- Achthophora costulata Heller, 1923
- Achthophora ferruginea Heller, 1924
- Achthophora humeralis (Heller, 1916)
- Achthophora lumawigi Breuning, 1980
- Achthophora sandakana Heller, 1924
- Achthophora trifasciata Heller, 1924
- Achthophora tristis Newman, 1842